# Henry Felbermann
Henry Felbermann (Mándok, 1850 – Frankfurt, 1927) író, újságíró.
Louis Felbermann testvére volt. Pozsonyban, majd a prágai és berlini egyetemeken tanult s főképp filológiával foglalkozott, majd doktorátust tett. 1873-ban Párizsba ment, ahol Bábel tornya néven nyelvészeti intézetet alapított s munkatársa lett az Evénement és République Française folyóiratoknak, de George Sandnak és Judith Gauthlernek is dolgozótársa volt. Hosszabb utazás után 1877. Londonban telepedett le s 1879. társalapítója lett az United Service Gazette-nak, 1880. pedig tulajdonosa és főszerkesztője az Examiner és Life című folyóiratoknak. Később az English Mail folyóiratot adta ki Frankfurtban. Önállóan megjelent művei: Die Ethik Spinozas; Geschichte der Mauren; Über Maimonides; Das Land der Sagas; Früher und Später; Castle Nemes; Mein Traum; Der Turm von Babel; Wie ich meinen Beruf verfehlte; Ein soziales Erdbeben; Nur ein Weib, stb.